# Polare
Polare är en svensk långfilm från 1976 i regi av Jan Halldoff. Filmen bygger på en idé av Ove Magnusson och Bo Widerberg och följer fyra "polare" i 30-årsåldern. Filmens manus skrevs av Jan Halldoff och Lars Molin.

## Handling
Filmen kretsar kring fyra barndomskamrater som nu är trettioårsåldern: Kent (Göran Stangertz), Lasse (Thomas Hellberg), Olle (Bonzo Jonsson) och Sven (Ted Åström). De fyra herrarna träffar två kvinnor, Lena (Anki Lidén) och Siri (Kisa Magnusson), på en restaurang och på efterfesten har tre av männen sex med Lena. Hon blir med barn och de andra övertalar Kent - den ende ungkarlen i sällskapet - att ta på sig faderskapet (Kent var dock den enda som inte låg med Lena). Kent och Lena blir senare kära i varandra och de bryter med de andra "polarna", som visar sig vara svikare. Kent och Lena inleder ett liv tillsammans.

## Om filmen
Filmen spelades in hösten 1975 och hade premiär den 19 mars 1976 på bland annat biograf Saga vid Kungsgatan i Stockholm. Polare har visats i SVT.

## Rollista
- Göran Stangertz – Kent Fredriksson
- Anki Lidén – Lena Sjöberg
- Thomas Hellberg – Lasse Stark
- Christer "Bonzo" Jonsson – Olle Petterson
- Ted Åström – Sven Risell
- Maj Nielsen-Blom – Bettan Stark
- Inger Ellman – Siw Petterson
- Anne Nord – Katarina Risell
- Kisa Magnusson – Siri
- Ingela Sjöström – fotomodell
- Gunnel Wadner – översköterska
- Bo Halldoff – Kents chef
- Ann-Mari Adamsson – Kents jobbarkompis
- Gun Zacharias – psykolog
- Ulf Håkan Jansson – man på BB
- Marrit Ohlsson – dam i hiss
- Christina Carlwind – sjuksköterska
- Göte Claesson – bildredaktör
- Gunilla Nyroos – krogtjej [4]

## Priser och utmärkelser
- 1976 – Svenska Filminstitutets kvalitetsbidrag (304 400 svenska kronor)
- 1976 – Guldbagge (för bästa regi) [5]

### Fotnoter
1. ↑  Polare på Svensk Filmdatabas (filmteam)
2. ↑  Polare på Svensk Filmdatabas (handling)
3. ↑  Dagens Nyheter, 19 mars 1976, sid. 48
4. ↑  Polare på Svensk Filmdatabas (medverkande)
5. ↑  Polare på Svensk Filmdatabas (utmärkelser)